# Litaneutria
Litaneutria es un género de las mantis, de la familia Amelidae, del orden Mantodea, con las siguientes especies: Es originario de Norteamérica.

## Especies
- Litaneutria borealis
- Litaneutria longipennis
- Litaneutria minor
- Litaneutria obscura
- Litaneutria ocularis
- Litaneutria pacifica
- Litaneutria skinneri
- Litaneutria pilosuspedes [3]